# Dystrykt Ankazobe
Ankazobe – dystrykt Madagaskaru z siedzibą w Ankazobe, wchodzący w skład regionu Analamanga.

## Demografia
W 1993 roku dystrykt zamieszkiwało 87 108 osób. W 2011 liczbę jego mieszkańców oszacowano na 143 592.

## Podział administracyjny
W skład dystryktu wchodzi 12 gmin (kaominina):
- Ambohitromby
- Ambolotarakely
- Ankazobe
- Antakavana
- Antotohazo
- Fiadanana
- Fihaonana
- Kiangara
- Mahavelona
- Miantso
- Talata Angavo
- Tsaramasoandro